# Géologie de Malte

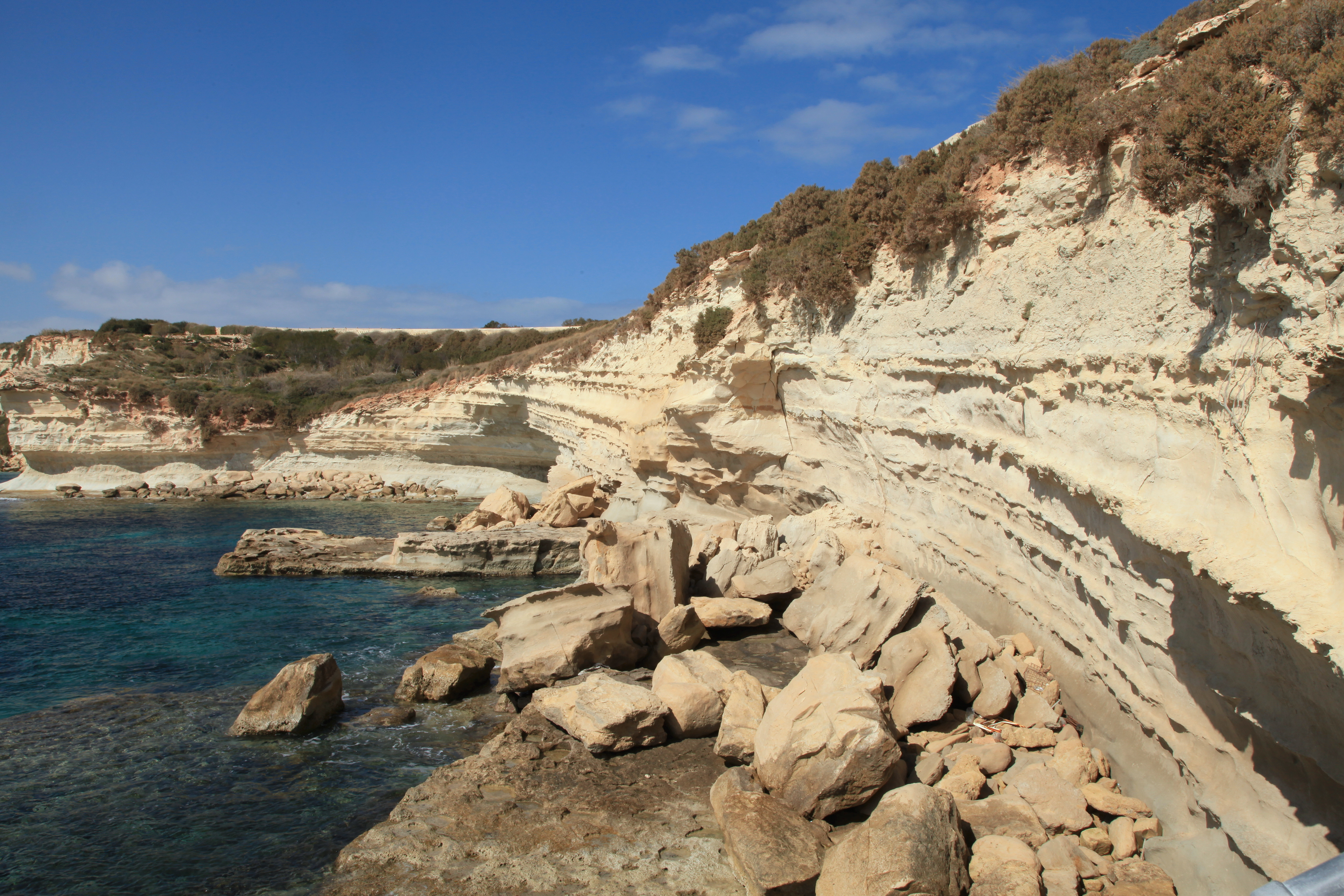
Falaises à Marsaxlokk

## Tectonique
L'archipel maltais repose sur le plateau pélagien, une partie assez stable du plateau continental africain. Les îles sont situées environ 200 km au sud de la faille de subduction entre les plaques africaine et eurasiatique. Le plateau pélagien forme une plateforme peu profonde, séparant le bassin ionien du bassin Méditerranée occidentale, et situé approximativement sous le canal de Sicile. Le plateau est traversé par une zone de rift formée de trois grabens : le graben de Pantelleria, celui de Malte et celui de Linosa. Ces grabens sont reliés à un système de failles d'orientation NO-SE (et parfois O-E) à décrochement dextre, qui sont les responsables des principaux séismes pouvant affecter l'archipel.

## Formation des îles
L'archipel maltais, situé entre la Sicile et la Tunisie, est né du soulèvement des roches sédimentaires qui se sont formées sous l'eau. Ce soulèvement date d'une extension entre le Miocène et le Pliocène. Malte est le sommet d'un bloc  qui s'est incliné, au bord d'un rift continental.
L'île de Lampedusa constitue une structure identique de l'autre côté de ce rift.

## Nature du sous-sol
Les roches sont exclusivement sédimentaires. Il y a beaucoup de calcaires qui ont contribué à l'édification des bâtiments anciens de l'île . Elles sont issues de dépôts marins (essentiellement lagunaires) datant de 25 à 5 millions d'années.

## Les diverses couches géologiques
5 couches stratigraphiques se succèdent de haut (la plus jeune) en bas (la plus ancienne) :

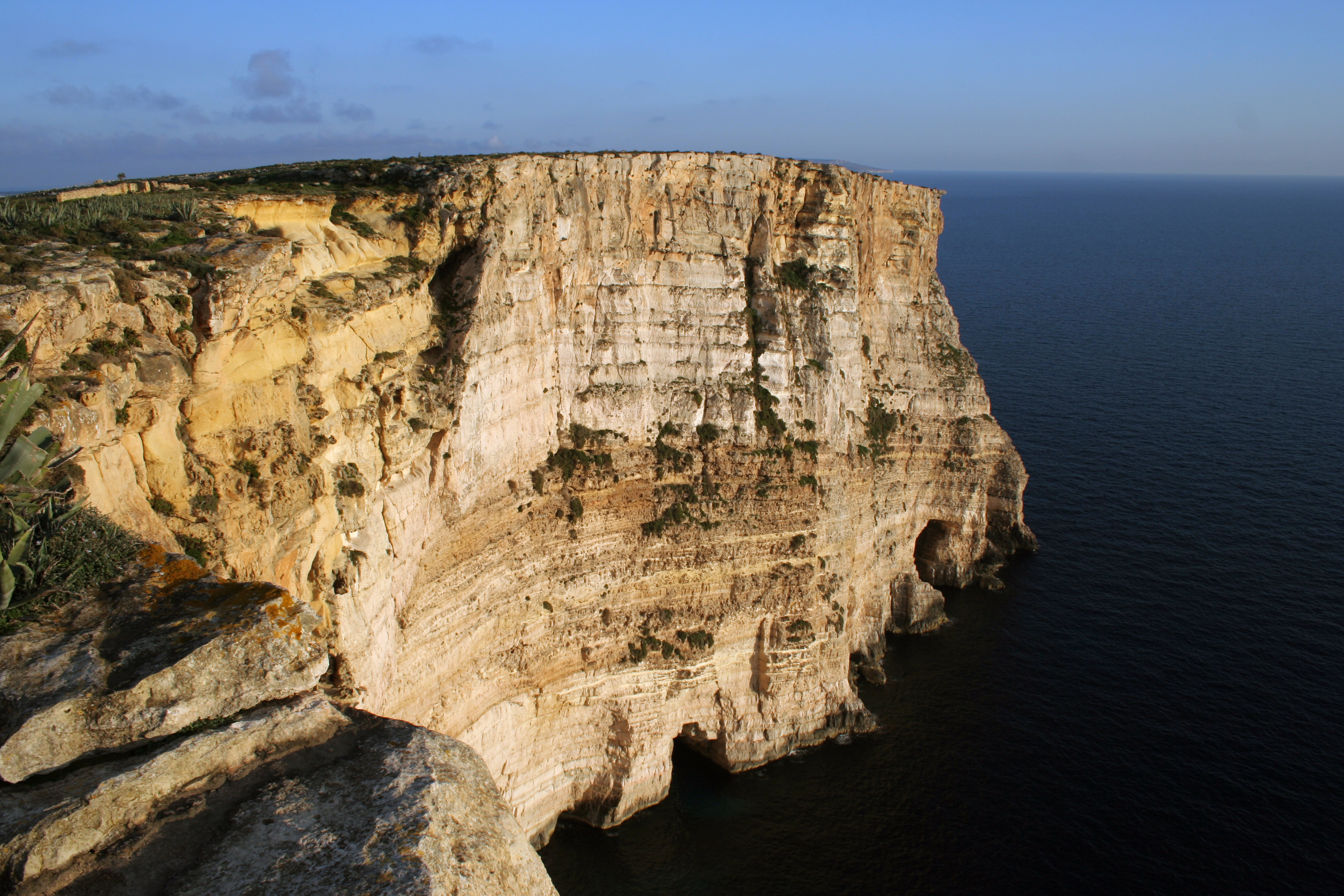
Falaises de Dingli mettant au jour la stratification

### Calcaire coralliensupérieur (enmaltaisIl-Qawwi)
La couche supérieure, la plus récente (environ 5 millions d'années), mesure jusqu'à 140 m d'épaisseur. Surtout présent dans le nord-ouest de l'île de Malte, à Comino, et dans l'est de Gozo, il s'agit d'un calcaire dur, de couleur gris clair. Il fut très utilisé pour les constructions nécessitant des contraintes importantes, en particulier les fortifications.

### Sablevert (Il-Gebla s-Safra)
Friable et impropre à la construction, de couleur jaune-vert, il prend à l'air une teinte orangée. C'est la couche la plus fine de l'archipel. Son épaisseur maximale est de 12 m (11 m à Gozo). Sa nature poreuse et sa position superposée à l'argile permet un filtrage des eaux de pluie.

### Argile(Tafal)
Couche imperméable située sous la couche de sable, mesure jusqu'à 65 m d'épaisseur. Surtout visible dans le nord-ouest de Malte et le nord-est de Gozo. Elle permet d'emprisonner les eaux provenant de précipitations et de créer des nappes aquifères. L'eau est extraite par des puits ou sort par des rares sources quand le sol supérieur a été érodé.

### Calcaireà globigérine (Il-Franka)

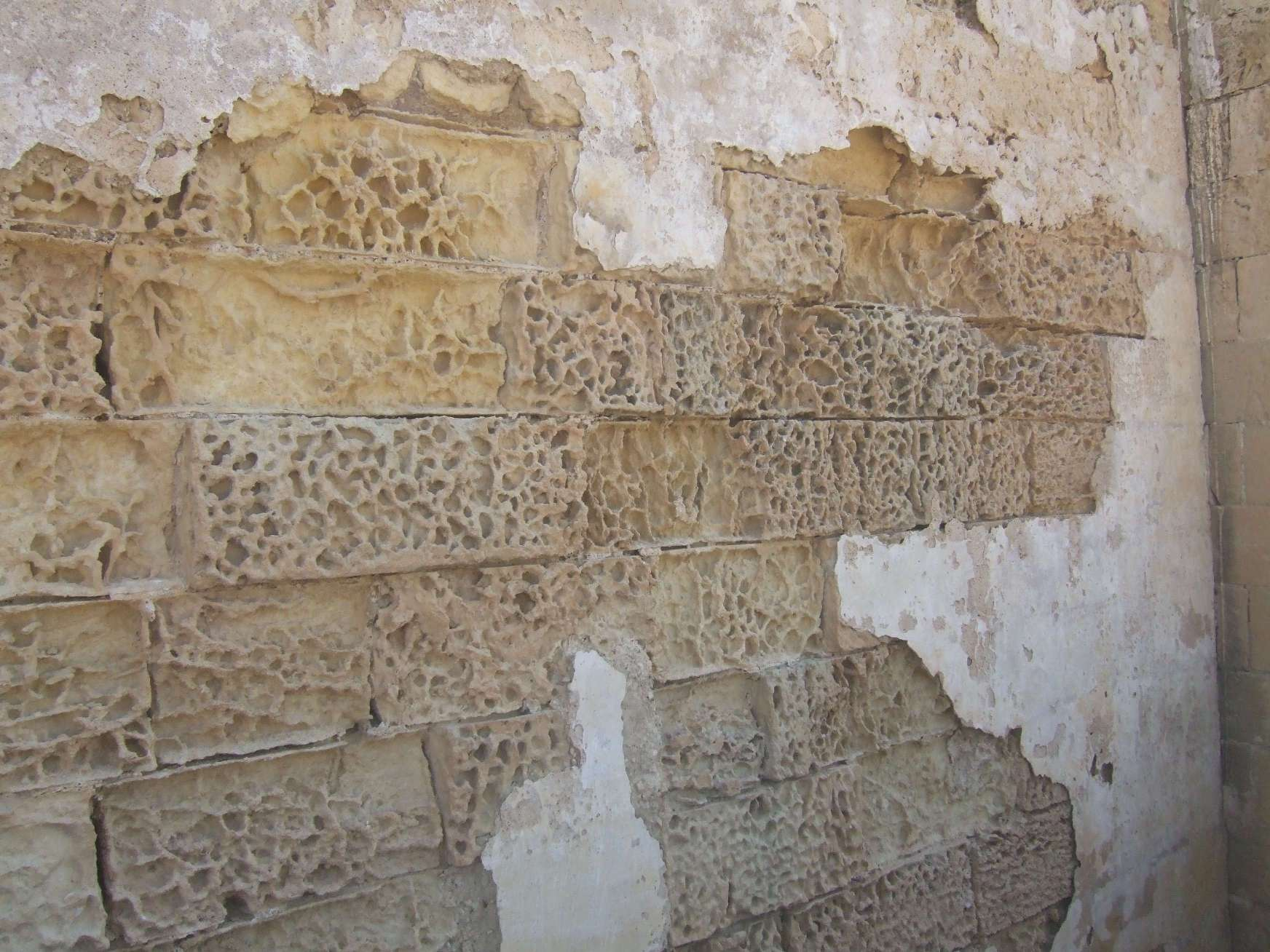
Mur en calcaire à Malte dégradé en nid de guêpe

Calcaire tendre, de couleur dorée, contenant de très nombreux fossiles, en particulier de globigérine, cette couche mesure de 23 à 207 m d'épaisseur. Principalement retrouvée en surface du sol, dans la moitié est de l'île de Malte.
Depuis la Préhistoire, ce calcaire constitue la majeure partie du matériel de construction utilisé à Malte. Exposée à l'air, la pierre prend une couleur rosée ou marron, avec la formation d'une patine de protection. Des roches de moins bonne qualité peuvent cependant s'éroder facilement et présenter alors une dégradation rapide en nid de guêpe. La presque totalité des bâtiments maltais ont été et sont encore construits avec cette roche, donnant sa couleur caractéristique aux villes de Malte. La roche a aussi été exportée, elle a servi par exemple comme matériau de construction du palais du gouvernement à Corfou.

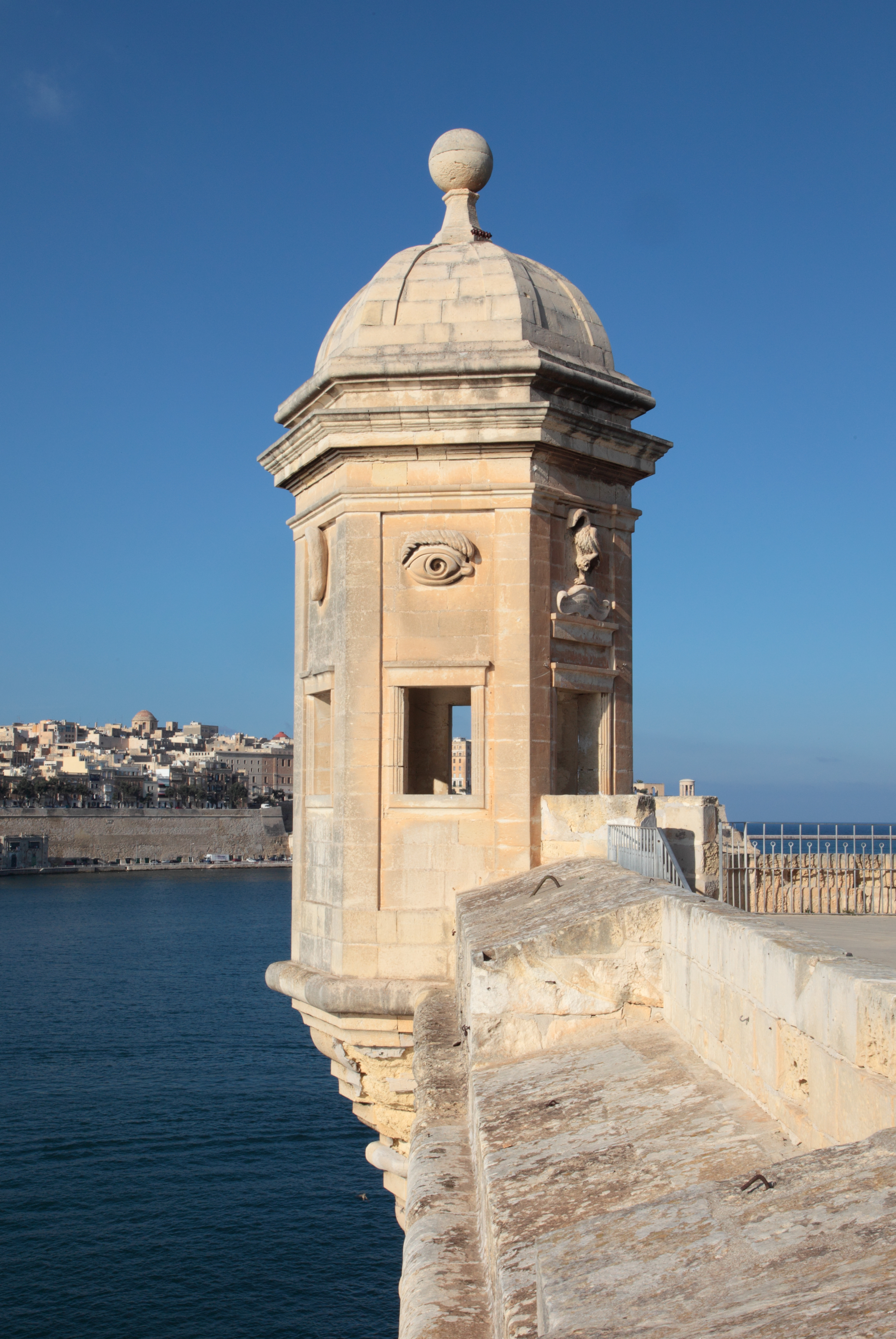
Tour de Gardjola à Senglea, construite en calcaire à globigérine

### Calcaire corallieninférieur (Zonqor)
Couche inférieure, la plus ancienne (environ 25 millions d'années), elle mesure jusqu'à 162 m d'épaisseur. Retrouvé dans la base des falaises du sud-ouest de l'archipel, et également le long des failles, en particulier près de Mosta et Naxxar, c'est un calcaire dur, de couleur gris clair, comparable au calcaire corallien supérieur.

## Failles et orientation
Cette configuration se présente dans une configuration approximativement horizontale, sauf dans des zones où la roche a été plissée en failles. Les failles suivent une orientation approximativement parallèle, d'orientation nord-est/sud-ouest. Le plissement le plus important, connu sous le nom de grande faille relie la baie de Baħar iċ-Ċagħaq (sur la côte nord) à la baie de Formm Ir-Riħ (sur la côte nord-est). La grande faille présente un escarpement jusqu'à 60 m par endroits.
Globalement, l'archipel présente une inclinaison nord-est/sud-est, avec des falaises sur la côte sud-ouest et une pente descendante vers le nord-est.

## Histoire géologique récente
L'archipel maltais est relié à la Sicile par un plateau sous-marin dont les profondeurs sont inférieures à 100 m. Lors des différentes régressions marines de la Méditerranée, Malte a été reliée à la Sicile par un isthme émergé, par lequel a pu transiter une faune qui sera atteinte par la suite de nanisme insulaire (fossiles d'hippopotames et d'éléphants nains) mais aussi de gigantisme insulaire (fossiles de Leithia melitensis, une espèce de loir).